# Pentagramma triangularis
Pentagramma triangularis är en kantbräkenväxtart. Pentagramma triangularis ingår i släktet Pentagramma och familjen Pteridaceae.

## Underarter
Arten delas in i följande underarter:
- P. t. maxonii
- P. t. rebmanii
- P. t. semipallida
- P. t. triangularis
- P. t. viscosa

## Bildgalleri

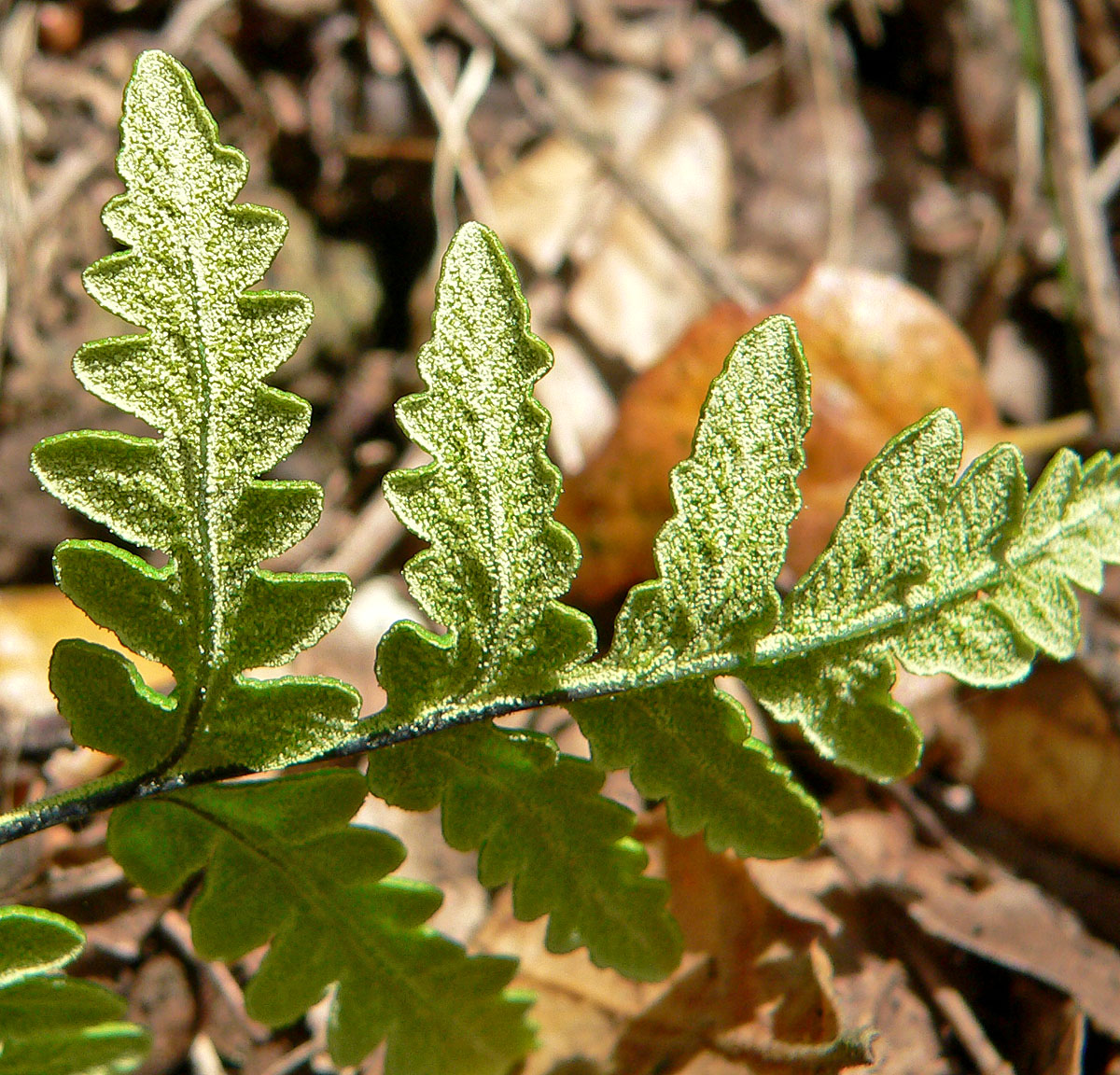
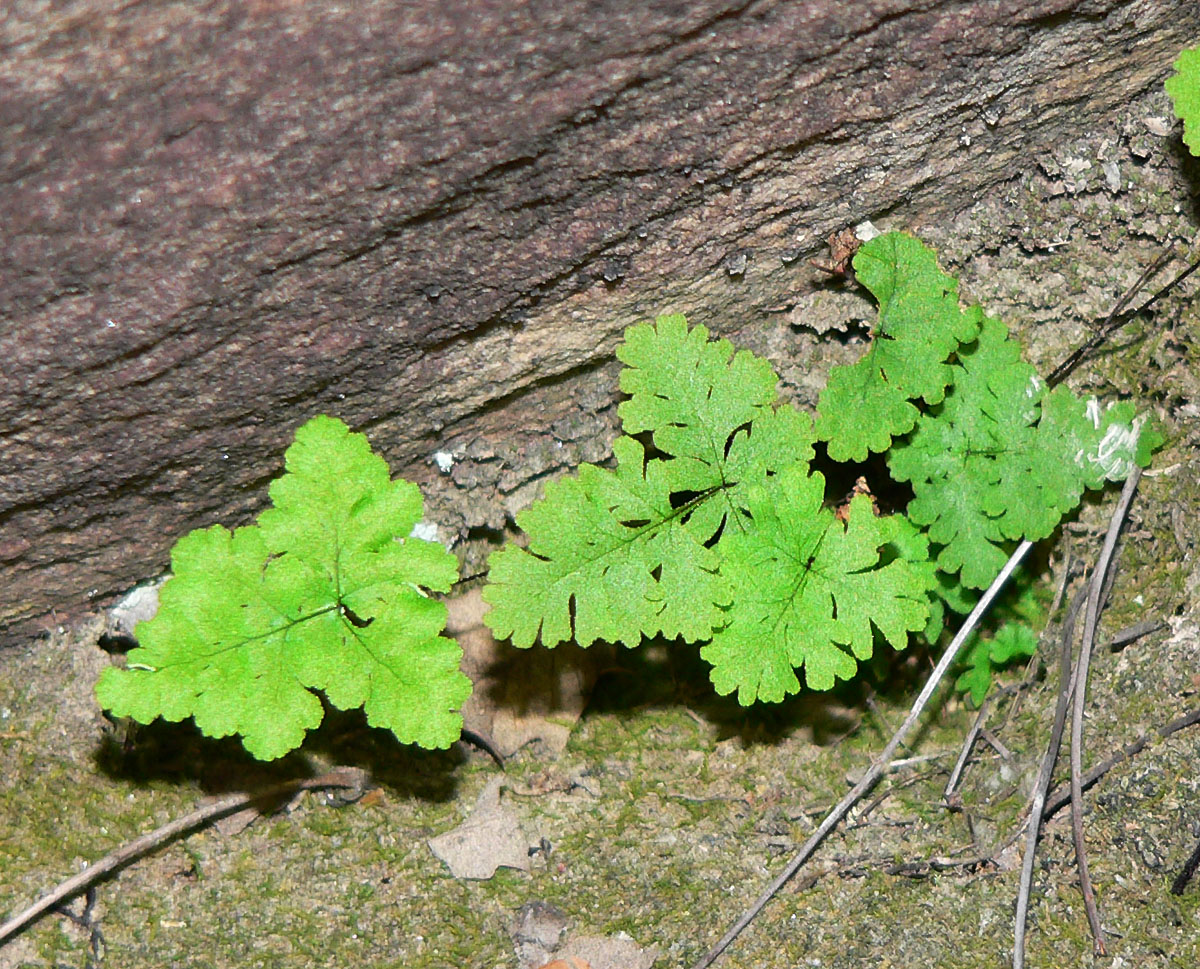
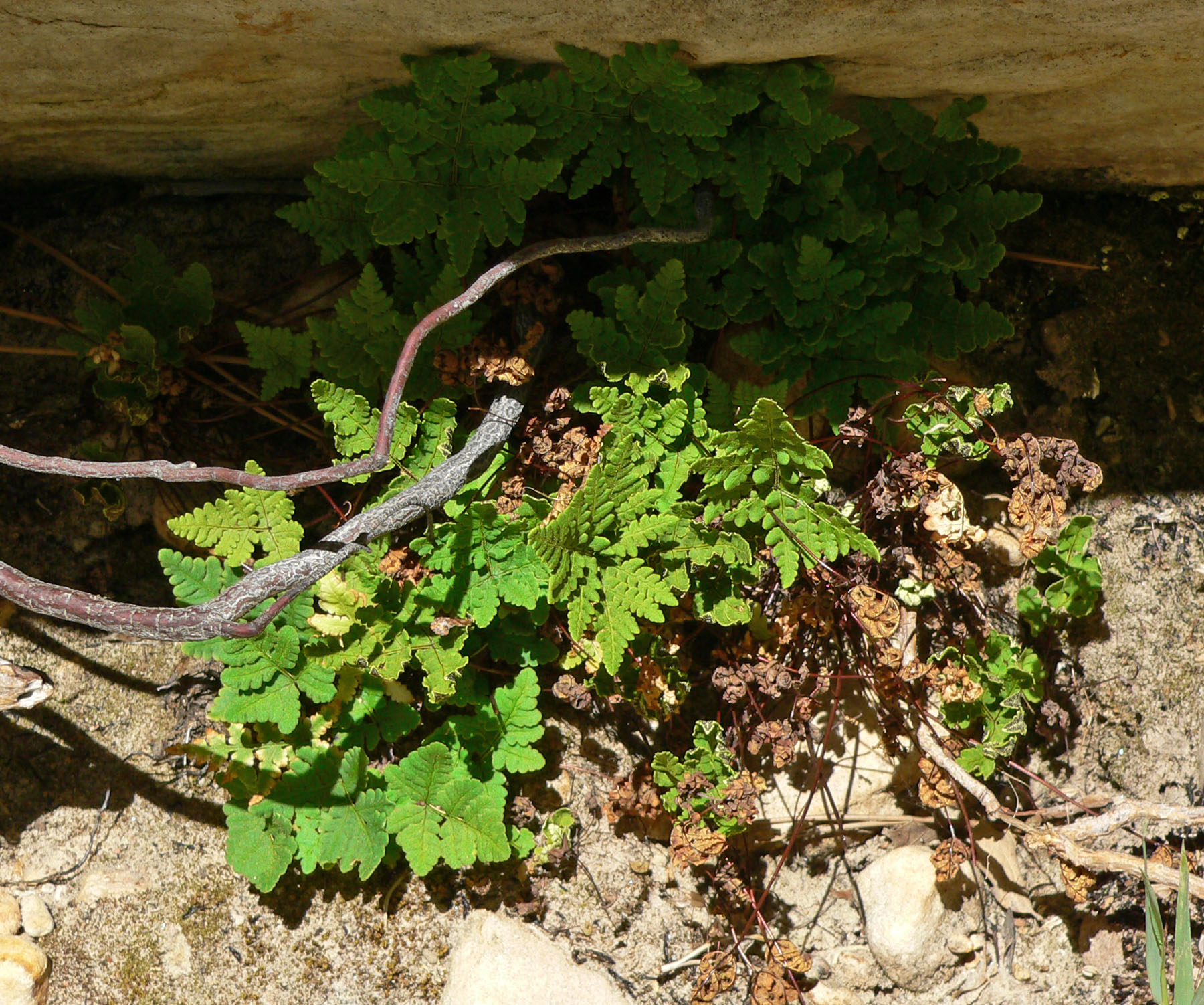
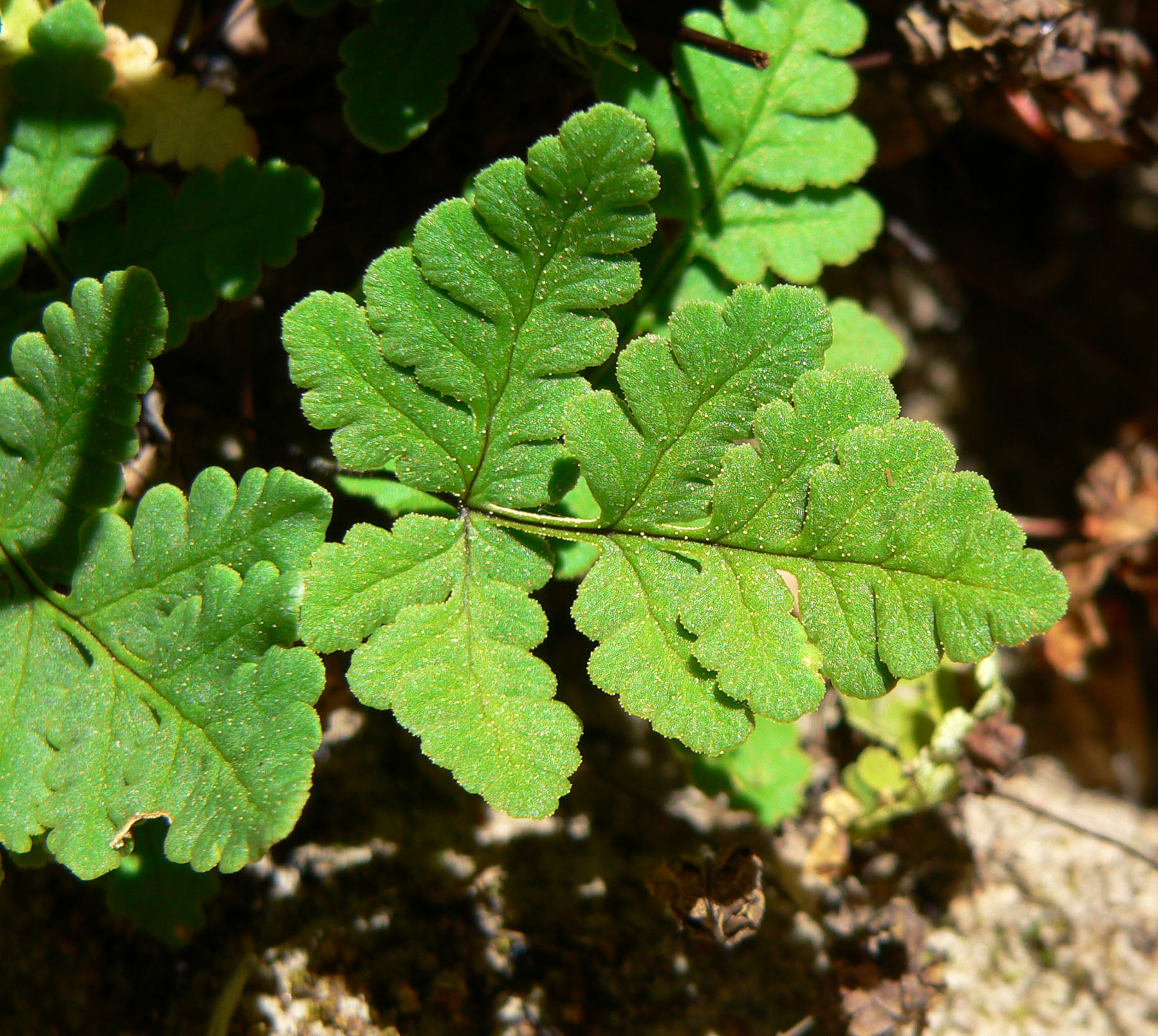
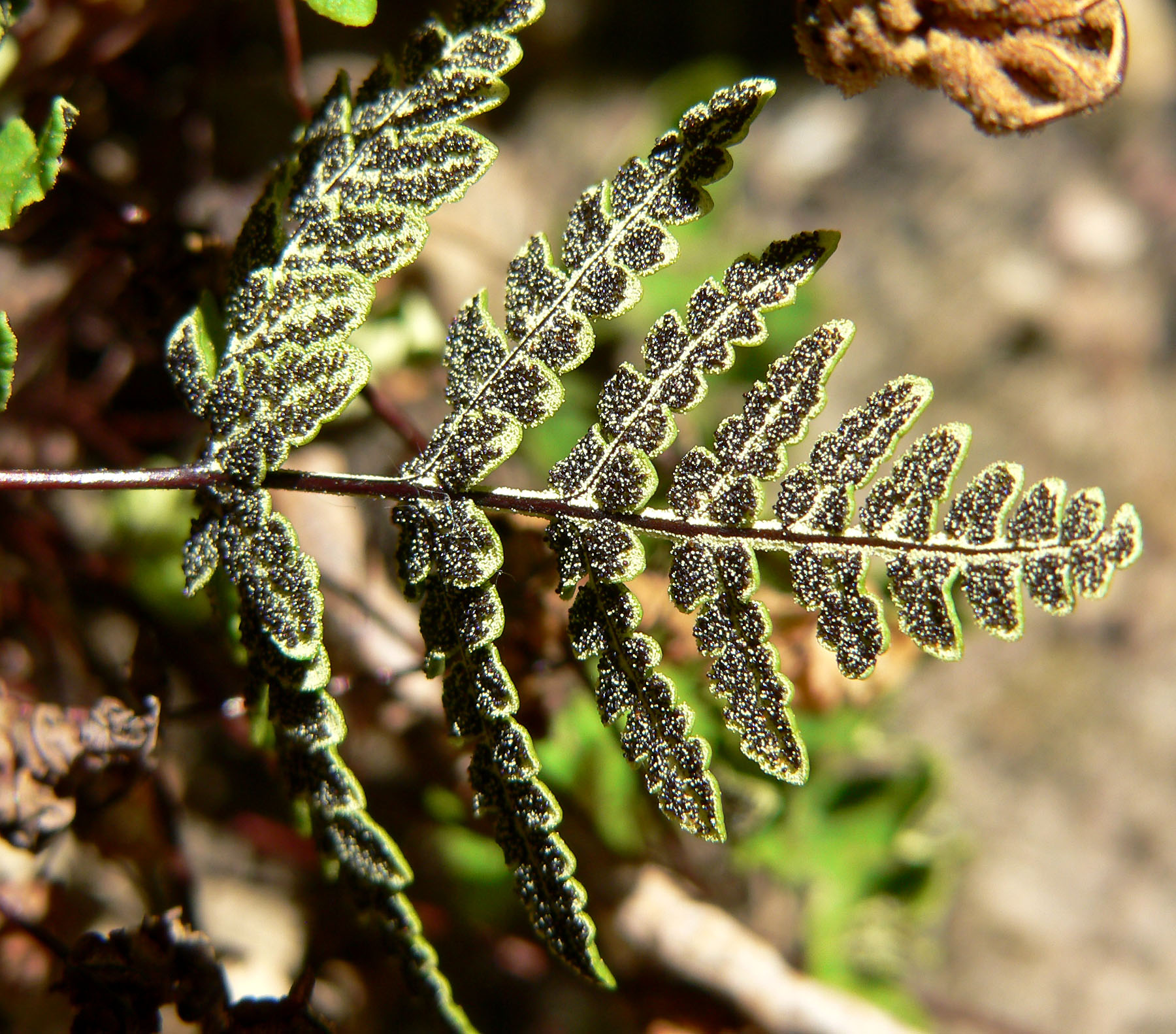
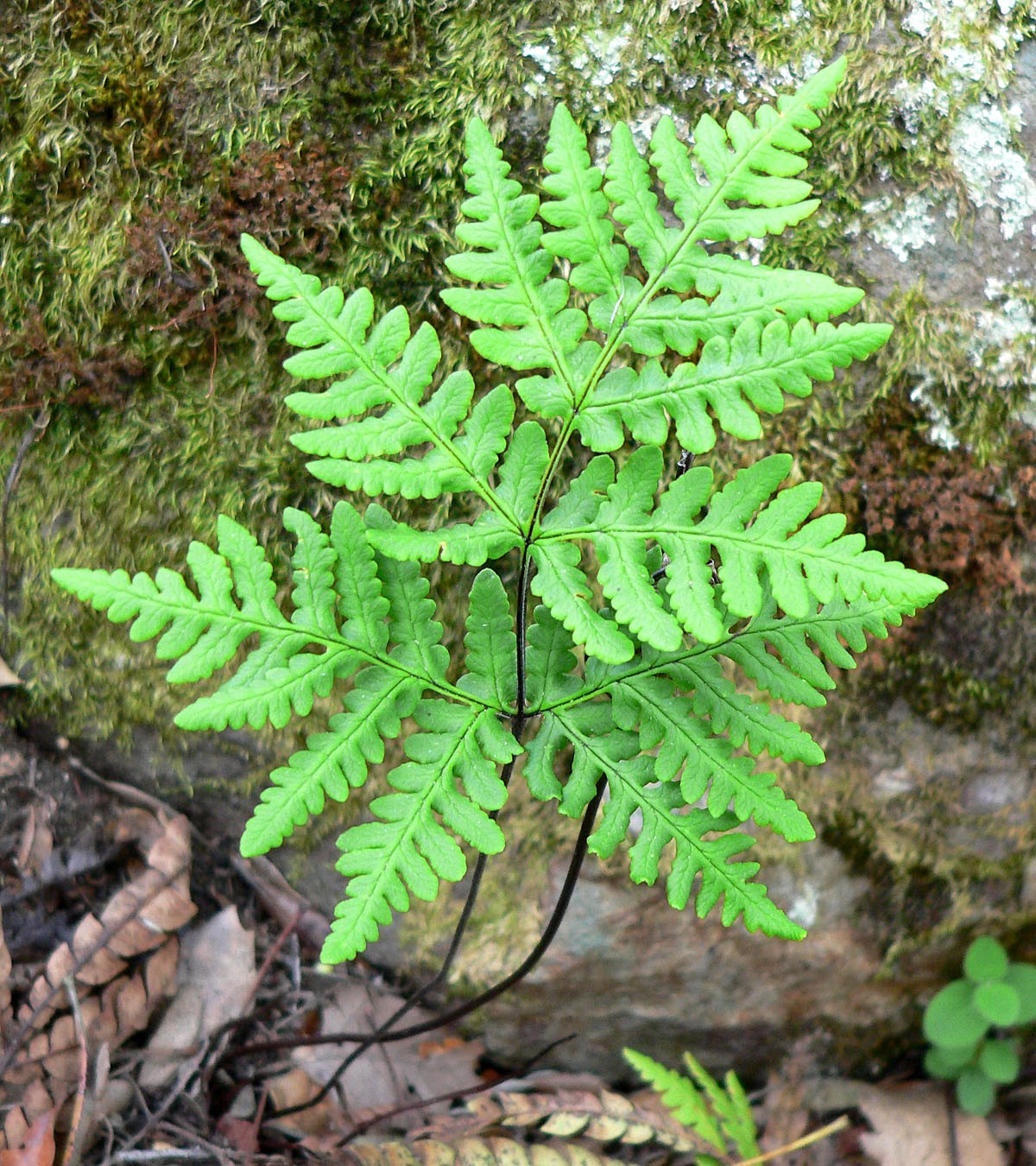